# Dinara Fachritdinovová
Dinara Fachritdinovová (rusky: Динара Фахритдинова, * 20. listopadu 1992 Salavat) je ruská reprezentantka ve sportovním lezení. Trojnásobná vítězka duelu na Rock Masteru v italském Arcu, mistryně Evropy, juniorská mistryně světa a vítězka Evropského poháru juniorů v lezení na obtížnost.

## Výkony a ocenění
- 2006-2010: jedna z mála čtyřnásobných vítězek mistrovství světa juniorů, celkem pět medailí v lezení na obtížnost
- několikanásobná nominace na prestižní mezinárodní závody Rock Master v italském Arcu, kde třikrát vyhrála vrcholnou disciplínu Duel

### Závodní výsledky
| Světové hry | Světové hry |
| Rok         | 2013        |
| ----------- | ----------- |
| Obtížnost   | 3           |

| Arco Rock Master | Arco Rock Master | Arco Rock Master | Arco Rock Master |
| Rok              | 2012             | 2013             | 2014             |
| ---------------- | ---------------- | ---------------- | ---------------- |
| Duel             | 1                | 1                | 1                |

| Mistrovství Evropy | Mistrovství Evropy | Mistrovství Evropy |
| Rok                | 2013               | 2015               |
| ------------------ | ------------------ | ------------------ |
| Obtížnost          | 1                  | 6                  |

| Mistrovství světa juniorů | Mistrovství světa juniorů | Mistrovství světa juniorů | Mistrovství světa juniorů | Mistrovství světa juniorů | Mistrovství světa juniorů |
| Rok                       | 2006 kat B                | 2007 kat B                | 2008 kat A                | 2009 kat A                | 2010 juniorky             |
| ------------------------- | ------------------------- | ------------------------- | ------------------------- | ------------------------- | ------------------------- |
| Obtížnost                 | 1                         | 1                         | 1                         | 1                         | 3                         |

| Evropský pohár juniorů | Evropský pohár juniorů | Evropský pohár juniorů | Evropský pohár juniorů |
| Rok                    | 2007 kat. B            | 2008 kat. A            | 2010 juniorky          |
| ---------------------- | ---------------------- | ---------------------- | ---------------------- |
| Obtížnost              | 2                      | 1                      | 1                      |

### Přelezy skalních cest
- 8b+